# أنتوني ميرا
أنتوني "توني" ميرا (18 يوليو 1927 - 18 فبراير 1982) كان رجل عصابات أمريكي و جنديا ولاحقًا نظام لعائلة بونانو الاجرامية. وهو معروف بكونه الشخص الذي قدم العميل الخاص لمكتب التحقيقات الفيدرالي جوزيف دوني براسكو بيستون إلى عائلة بونانو.